# Los Noyola
Los Noyola är en ort i Mexiko.   Den ligger i kommunen Soledad de Graciano Sánchez och delstaten San Luis Potosí, i den centrala delen av landet, 400 km nordväst om huvudstaden Mexico City. Los Noyola ligger 1 854 meter över havet och antalet invånare är 114.
Terrängen runt Los Noyola är en högslätt. Runt Los Noyola är det tätbefolkat, med 550 invånare per kvadratkilometer. Närmaste större samhälle är San Luis Potosí, 7,2 km sydväst om Los Noyola. Trakten runt Los Noyola består till största delen av jordbruksmark.